# Dorfkirche Mariendorf (Berlin)

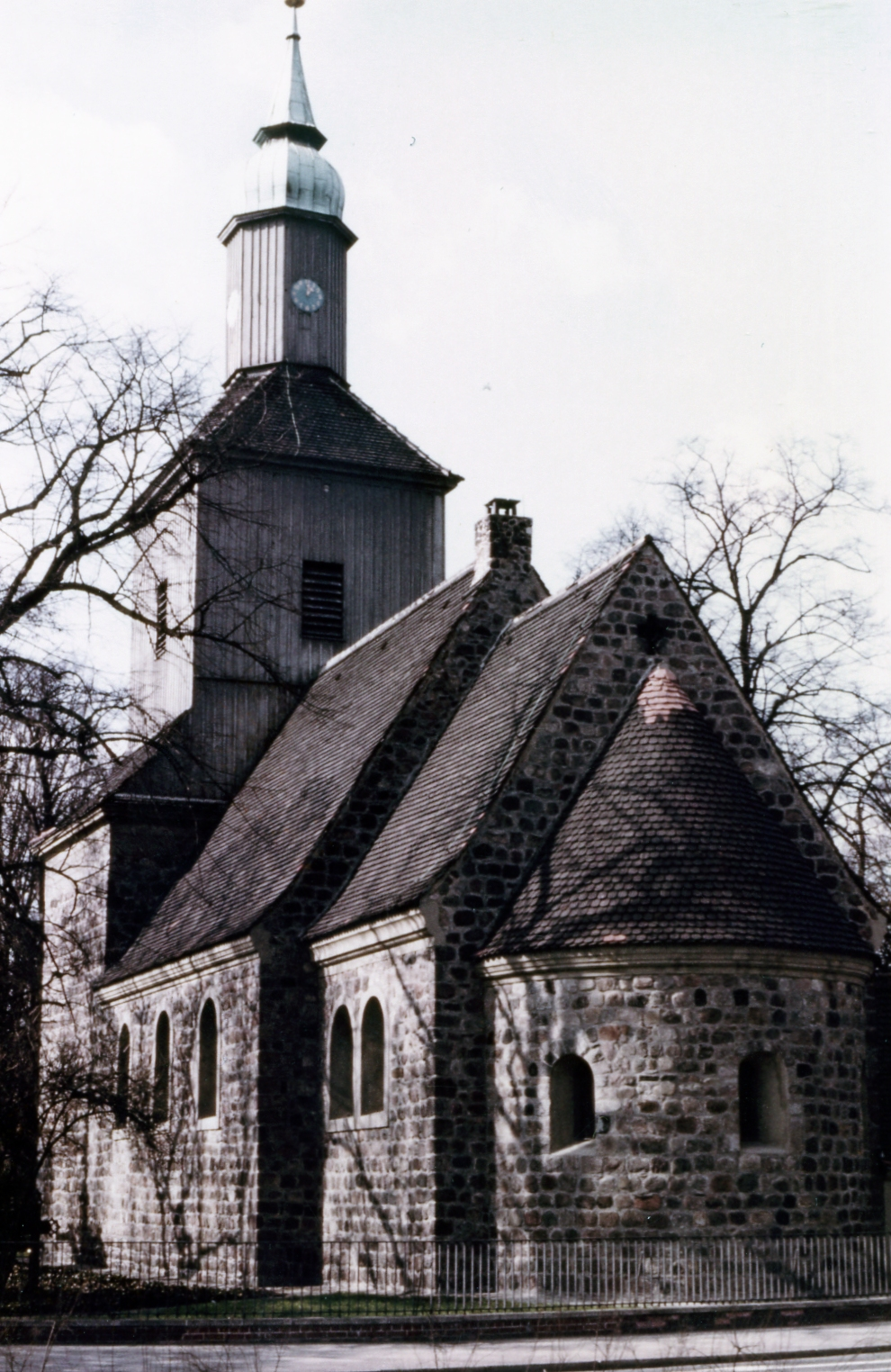
Dorfkirche Mariendorf, Ansicht vom Mariendorfer Damm, 1984

Die Dorfkirche Mariendorf ist das älteste Gotteshaus der evangelischen Kirchengemeinde des Ortsteils und mit ihrem Grundriss als Saalkirche mit Chor, Apsis und Westturm sowie sorgfältiger quadratischer Bearbeitung der Feldsteine eine der ältesten Dorfkirchen im Berliner Stadtgebiet. Sie stammt aus dem zweiten Viertel des 13. Jahrhunderts und liegt in der alten Dorfmitte an der Ecke Mariendorfer Damm/Alt-Mariendorf im Berliner Ortsteil Mariendorf.

## Geschichte

### Bau der Dorfkirche

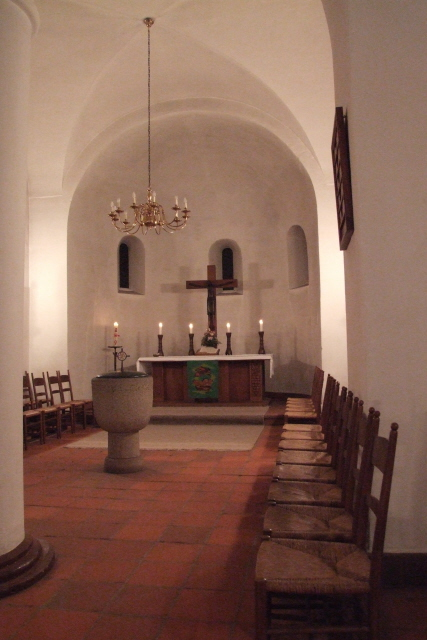
Chorraum und Taufstein sowie Apsis und Altar, 2006

Der Baubeginn der Mariendorfer Kirche wird im zweiten Viertel des 13. Jahrhunderts vermutet. Sie wurde errichtet in der Ortsmitte des wohl um 1230 angelegten breiten Straßendorfs, auf der Südseite der Dorfstraße, und ersetzte einen wahrscheinlich nur kurze Zeit genutzten hölzernen Vorgängerbau. Die neben diesem angelegten Gräber wurden 1952 bei Renovierungsarbeiten aufgefunden. Wie die Nachbardörfer Marienfelde und Tempelhof organisierten die Tempelritter die deutsche Besiedlung Mariendorfs im frühen 13. Jahrhundert, ausgehend vom Komturhof Tempelhof. Unter ihrer Herrschaft entstand auch die Feldsteinkirche mit schiffsbreitem Westturm, Saal, Chor und Apsis. Der Westquerturm ist – wie in zahlreichen anderen Vergleichsfällen dieses Grundrisstyps in der Mark Brandenburg – nicht mit Feldsteinquadern vollendet worden (statische Senkungsprobleme, Kostenfragen), sondern erst nach dem Mittelalter. Der Feldsteinunterbau endet auf halber Höhe zwischen Traufe und First des Langhauses. Die Fenster und das ursprüngliche Portal auf der Nordseite hatten Rundbögen, heute überformt, vermutlich im 18. Jahrhundert.

### Weitere Baugeschichte
Am Ende des 16. Jahrhunderts wurde der Feldsteinsockel des schiffsbreiten Turms durch hölzerne Obergeschosse mit quadratischem Grundriss ergänzt, so dass der verbretterte Turm oberhalb des Langhausdaches eingezogen wirkt. Außerdem wurde an der Nordseite des Chores eine Sakristei angebaut. In den Jahren 1565–1568 wurden neue Dachwerke angelegt und die Balkendecke im Chorbereich durch ein Kreuzgratgewölbe ersetzt. Das Langhaus bekam Stichkappentonnen über drei Rundstützen, die das Langhaus zweischiffig teilten, wobei die alte Holzbalkendecke über der Einwölbung erhalten blieb. Die drei Säulen stören bis heute die Sichtachse auf den Altar und den Blick auf die Kanzel. Seit 1737 trägt die Kirche einen charakteristischen hölzernen barocken Turmaufbau, der von einem Kupferhelm und Wetterfahne abgeschlossen wird. Zwischen 1902 und 1903 wurde die Kirche renoviert.
Der Patron, der Rat der Stadt Cölln, spendete 1626 einen wertvollen Schnitzaltar, der fast die gesamte Apsis ausfüllte. Im Zweiten Weltkrieg wurde dieser Altar ausgelagert und ist seitdem verschollen. Die Kanzel von 1714 musste wegen Zerstörung des Holzes im 20. Jahrhundert ersetzt werden.
Von 1480 stammt die Läuteglocke, eine der ältesten Berliner Kirchenglocken. Wegen ihres historischen Wertes wurde sie nicht eingeschmolzen und hat dadurch die beiden Weltkriege unbeschädigt überstanden.
Über eine Orgel verfügte die Kirche bereits seit 1846. Sie wurde von dem Potsdamer Orgelbaumeister Gottlieb Heise angefertigt.

### Nach dem Zweiten Weltkrieg

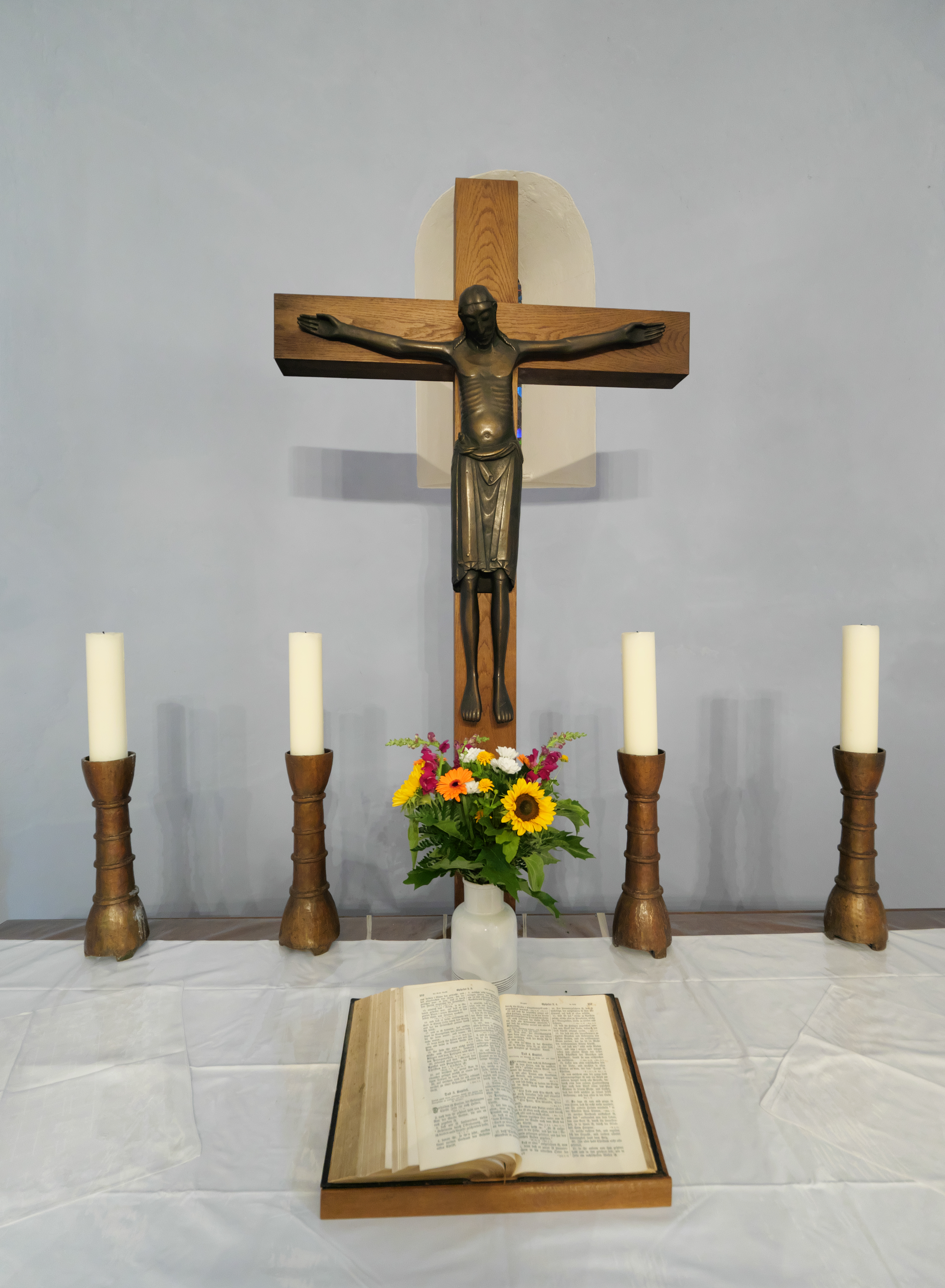
Altarkreuz mit Abguss des Werden-Helmstedter Kreuzes, 2020

Die Luftangriffe im Zweiten Weltkrieg hat die Mariendorfer Kirche halbwegs unbeschadet überstanden: Die Fenster waren zerstört und die Dacheindeckung beschädigt. Es bestand allerdings ein erheblicher Sanierungsbedarf. Insbesondere Feuchteschäden wurden ein immer drängenderes Problem. So kam es ab 1952 zu umfassenden Sanierungsmaßnahmen. Bei der Aufnahme des Fußbodens und beim Freilegen der Fundamente wurde deutlich, dass die Kirche auf einem ehemaligen Begräbnisplatz steht. Außerdem wurde in der Kirche das Grab der Frau von Rosay aus dem Jahr 1781 entdeckt. Im Rahmen dieser Arbeiten wurde der Haupteingang der Kirche an die Westseite des Turms verlegt und eine Verbindung zwischen Turm und Langhaus hergestellt. Sechs kleinere Tafelbilder, gemalt zwischen 1600 und 1646, ursprünglich von der Emporenbrüstung der Heilig-Geist-Kapelle in Berlin-Mitte, kamen in die Kirche. Das Altarkreuz ist ein Abguss des im 11. Jahrhundert entstandenen Werdener Kreuzes. Im September 1957 war die Sanierung mit der Einweihung der neuen Orgel abgeschlossen.
Im Jahr 1970 wurde im Turm ein Glockenspiel aus der Gießerei Edelbrock mit 16 Glocken eingebaut. Stündlich zwischen 7:00 und 23:00 Uhr, etwa drei Minuten vor der vollen Stunde, erklingt ein geistliches Lied. Seine Wirkung bleibt durch den Verkehrslärm der umgebenden Hauptverkehrsstraßen auf den engen Bereich um die Kirche beschränkt.

## Kirchhof an der Dorfkirche

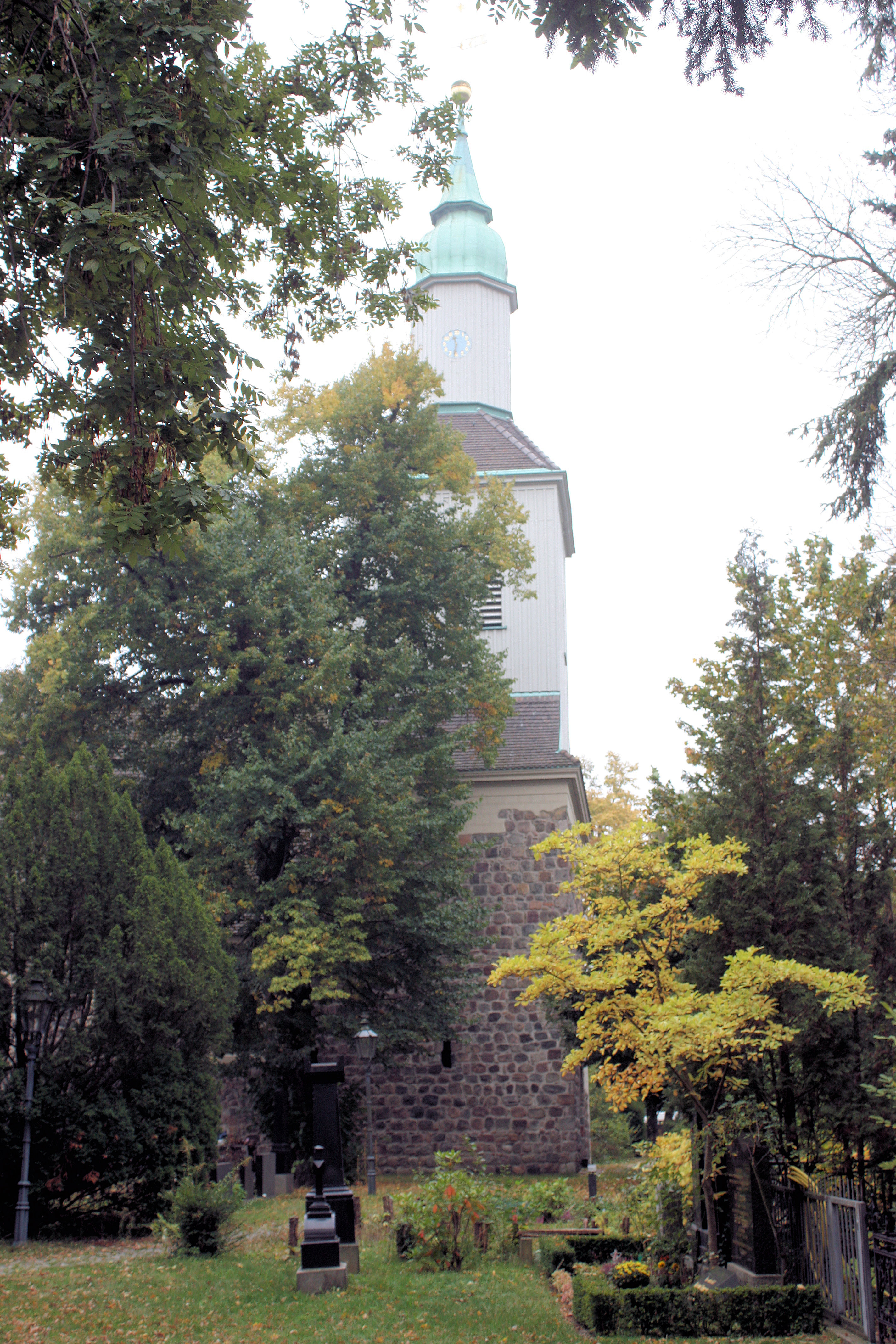
Dorfkirche und alter Kirchhof, 2015

Um die Dorfkirche herum befindet sich der alte Kirchhof. Hier sind viele alte Grabmäler Mariendorfer Familien erhalten, deren Häuser inzwischen unter Denkmalschutz stehen. Bestattungen finden hier nicht mehr statt. 1884 wurde zusätzlich südlich der Friedenstraße der Friedhof Alt-Mariendorf II angelegt.

### Grabstätten (Auswahl)
- Familie Freiberg, stellte viele Jahrzehnte lang die Mariendorfer Dorfschulzen
- Familie Hoeft
- Familie Rohrbeck
- Familie Treppens
- Familie Ziedrich
- August Ferdinand Richter (1822–1903), Theologe und Politiker, Pfarrer in Mariendorf und Marienfelde[4]
- Berthold Schwarz (1909–1995), Organist, Chorleiter und Kirchenmusikdirektor in Mariendorf[5][6]